# Политика Гуама

Государственная печать Гуама.

Гуам является двухпартийной президентской представительной демократией, в которой губернатор является главой правительства. Гуам имеет статус неинкорпорированной организованной территории США (то есть не входящей в состав США, но являющейся их владением). Как политическое образование Гуам делит архипелаг с Содружеством Северных Марианских Островов.
Экономическая ситуация на Гуаме в настоящее время в значительной степени зависит от военного присутствия США. Статус Гуама как туристического направления для японцев, сингапурцев и южнокорейцев также способствует развитию экономики Гуама. Значительную часть трудовых мигрантов составляют филиппинцы, работающие в гостиничной индустрии.
Поддержание статус-кво в текущих политических отношениях между Гуамом и Соединёнными Штатами вызывает споры. На Гуаме большое влияние набирает движение, ставящее свой задачей сохранение политического статуса неинкорпорированной организованной территории, аналогичного статусам Пуэрто-Рико и Северных Марианских островов. Существуют конкурирующие движения, выступающие за политическую независимость от США и за объединение с Северными Марианскими островами в качестве единой территории (или Содружества). Эти предложения, однако, не поддерживаются Федеральным правительством США, которое утверждает, что Гуам не обладает финансовой стабильностью или самодостаточностью, чтобы гарантировать такой статус. В качестве доказательства они ссылаются на растущую зависимость Гуама от федеральных расходов и задаются вопросом, какую пользу Соединённым Штатам в целом принесёт статус Содружества или статус штата. Часть населения Гуама выступает за модифицированную версию нынешнего территориального статуса, предполагающую большую автономию от Федерального правительства (по аналогии с автономией отдельных штатов). Проявляемое Конгрессом США безразличие к петиции об изменении статуса, поданной Гуамом, заставило многих почувствовать, что территория лишается преимуществ более равноправного союза с Соединёнными Штатами.
Гуам занесён в Список несамоуправляемых территорий ООН. С 31 июля 2020 года Гуам является членом Организации наций и народов, не имеющих представительства.